# Monte Musa
El monte Musa (en árabe جبل موسى, Jebel Musa, en bereber Adrar n Musa), también conocido como La Mujer Muerta, es un promontorio de 839 metros, situado en el norte de Marruecos junto a la costa del estrecho de Gibraltar.
Se le considera una de las dos Columnas de Hércules, junto con el peñón de Gibraltar en la península ibérica, identificándose con el monte Abyla o Abila. Sin embargo otras interpretaciones identifican Abyla con el monte Hacho (204 m), en la ciudad autónoma española de Ceuta.
Aunque la tradición dice que su nombre se refiere a Musa ibn Nusair, general yemenita que comandó la invasión musulmana de la península ibérica en el 711, no hay certeza de ello, pues Musa significa en árabe Moisés y existen otros montes con este mismo nombre, como el monte Sinaí y el Musa Dagh, ambos denominados en árabe Yebel Musa.
Su apodo «Mujer Muerta» se debe a que desde Ceuta, el territorio español más próximo a la montaña, su silueta se asemeja a la de una mujer tumbada.
|                                 |
| Monte Musa desde Benzú (Ceuta). |

|                             |
| Monte Musa desde Gibraltar. |

|                          |
| Monte Musa desde Tarifa. |

|                                           |
| Monte Musa desde la sierra del Algarrobo. |